# Équation différentielle d'ordre un à variables séparées
Une équation différentielle d'ordre un à variables séparées est une équation différentielle qui peut s'écrire sous la forme suivante
{\displaystyle y'=f(x)g(y)\,}

## Solutions régulières
On recherche dans un premier temps les solutions telles que g(y) n'est jamais nul. De telles solutions sont dites régulières.

### Utilisation des notations de Leibniz
Cette présentation classique, notamment pour la résolution de problèmes appliqués, est difficile à justifier mathématiquement mais elle permet d'obtenir une bonne partie des solutions. Elle utilise les notations de Leibniz pour le calcul différentiel. Elle consiste à « séparer les différentielles » en écrivant
{\displaystyle {\frac {1}{g(y)}}{\frac {dy}{dx}}=f(x)\,}
sous la forme
{\displaystyle {\frac {1}{g(y)}}dy=f(x)dx\,}
En intégrant séparément chaque membre :
{\displaystyle H(y)=F(x)+K\,}
où H représente une primitive de {\displaystyle 1/g} et F représente une primitive de f et K une constante arbitraire. En outre, la fonction H est continûment dérivable, strictement monotone, donc admet une fonction réciproque de sorte que la solution s'exprime comme
{\displaystyle y=H^{-1}(F(x)+K)\,}

### Présentation alternative
Le calcul utilisé précédemment ne possède un sens mathématique précis que si l'on a introduit la notion assez abstraite de différentielle. Il est possible d'en donner une version plus élémentaire,
en primitivant chaque membre de l'expression
{\displaystyle {\frac {1}{g(y(x))}}y'(x)=f(x),\,}
par rapport à la variable {\displaystyle x}, ce qui conduit à
{\displaystyle \int _{x_{0}}^{x}{\frac {1}{g(y(u))}}y'(u)\,du=\int _{x_{0}}^{x}f(u)\,du}
Ce qui, après changement de variable, est de la forme
{\displaystyle \int _{y_{0}}^{y}{\frac {1}{g(v)}}\,dv=\int _{x_{0}}^{x}f(u)\,du}
Et la conclusion est identique à celle du paragraphe précédent.

## Prise en compte des solutions singulières
La résolution précédente se justifie dans la mesure où on peut effectuer la division par g(y).
Elle écarte clairement certaines solutions particulières.
En effet, si y0 est un point d'annulation de g, alors la fonction constante égale à y0 est une solution maximale de l'équation. Une telle solution, dite solution singulière de l'équation, est donc telle que g(y) est toujours nul.
Si la seule hypothèse faite sur g est la continuité, il peut exister des solutions hybrides constituées du raccordement de solutions régulières et singulières. Sous des hypothèses relativement générales, il n'en est rien : pour une solution donnée, la quantité g(y) sera soit toujours nulle, soit jamais nulle.

### Cas oùgest localement lipschitzienne
La fonction g est supposée localement lipschitzienne. Par le théorème de Cauchy-Lipschitz, toute solution maximale qui prendrait la valeur y0 coïnciderait automatiquement avec la solution singulière associée. En d'autres termes, les solutions singulières sont bien les seules à prendre des valeurs y qui annulent g. La méthode de détermination des solutions régulières permet d'obtenir toutes les autres.
Dans un plan (x,y) les courbes représentatives des solutions singulières sont des droites parallèles à l'axe des abscisses. Les autres courbes solutions ne les croisent pas et s'inscrivent donc dans une des régions délimitées par les solutions singulières.

## Cas particulier: l'équation autonome
L'équation différentielle d'ordre 1 à variables séparées est dite en outre autonome lorsqu'elle peut s'écrire sous la forme suivante
{\displaystyle y'=g(y)}
c'est-à-dire que la relation formelle ne dépend pas de x. Dans ce cas si {\displaystyle x\mapsto y_{0}(x)}
est une solution, les fonctions obtenues par translation de la variable, de la forme {\displaystyle x\mapsto y_{0}(x+A)}, sont également solutions. Il y a en outre une propriété de monotonie, au moins pour les solutions régulières : puisque g ne s'annule pas, elle garde alors un signe constant.
Plus explicitement : si {\displaystyle g:\left[a,b\right]\to \mathbb {R} } est continue, nulle en a et b mais non nulle sur ]a, b[ et si G : ]a, b[ → ]c, d[ (continue, monotone, bijective) est une primitive de 1/g sur ]a, b[ alors, les solutions à valeurs dans ]a, b[ de l'équation {\displaystyle y'=g(y)} sont la bijection réciproque G−1 et ses translatées. Les bornes c et d peuvent être finies ou infinies, selon que l'intégrale impropre de 1/g en a et en b est convergente ou divergente. Dans le cas convergent, les solutions s'étendent naturellement aux bornes.